# Ашленд/Лайнвилл (аэропорт)
Аэропорт Ашленд/Лайнвилл (англ. Ashland/Lineville Airport), (FAA LID: 26A) — государственный гражданский аэропорт, расположенный в 4 километрах к северо-востоку от центральной части города Ашленд (Алабама, США). Аэропорт находится в собственности округа Клей.

## Операционная деятельность
Аэропорт Ашленд/Лайнвилл занимает площадь в 14 гектар, расположен на высоте 324 метров над уровнем моря и эксплуатирует одну взлётно-посадочную полосу:
- 9/27 размерами 1218 х 24 метров с асфальтовым покрытием.

За период с 12 февраля 2007 года по 12 февраля 2008 года аэропорт Ашленд/Лайнвилл обработал 2863 операции взлётов и посадок самолётов (в среднем 238 операций ежемесячно), все рейсы в данный период пришлись на авиацию общего назначения.